# Mask Girl
Mask Girl (마스크걸?, MaseukeugeolLR) è una serie televisiva sudcoreana distribuita da Netflix il 18 agosto 2023 e basata sull'omonimo webtoon di Mae-mi e Hee-se pubblicato tra il 2015 e il 2018.

## Trama
Mask Girl è una serie thriller drammatica che segue la vita tormentata di Kim Mo-mi, una donna insoddisfatta del proprio aspetto fisico e della sua esistenza monotona. Di giorno è un’impiegata anonima in un ufficio, ma di notte si trasforma in una misteriosa webcam girl mascherata conosciuta online come “Mask Girl”.
Dietro la maschera, Mo-mi conquista un enorme seguito grazie al suo corpo e alla sua personalità audace, ma la sua doppia vita la porterà lentamente verso un precipizio. Un susseguirsi di eventi tragici – tra ossessioni, gelosie, crimini e vendette – trasforma completamente la sua esistenza. La storia si snoda attraverso più linee temporali e diversi punti di vista, seguendo il destino non solo di Mo-mi, ma anche delle persone coinvolte nella sua discesa nell’oscurità.
La serie esplora temi come:
- la percezione del corpo e l’ossessione per la bellezza,
- la solitudine e la fama effimera online,
- e la trasformazione identitaria (fisica e psicologica) causata da traumi e decisioni estreme.

## Personaggi e interpreti
- Kim Mo-mi/Mask Girl, interpretata da Lee Han-byeol (nel 2009), Nana (dopo la chirurgia plastica), e Go Hyun-jung (nel 2023)
- Joo Oh-nam, interpretato da Ahn Jae-hong
- Kim Kyung-ja, interpretata da Yeom Hye-ran

## Riconoscimenti
- Baeksang Arts Award[4][5]
  - 2024 – Miglior attore di supporto a Ahn Jae-hong
  - 2024 – Miglior attrice di supporto a Yeom Hye-ran
  - 2024 – Candidatura alla miglior nuova attrice a Lee Han-byeol
- Critics' Choice Awards[6]
  - 2024 – Candidatura al miglior serie in lingua straniera